# Auxillia Mnangagwa
Auxillia Mnangagwa (* 25. März 1963 im Mazowe Distrikt, Provinz Mashonaland Central) ist eine simbabwische Politikerin. Sie ist die dritte Ehefrau des Politikers Emmerson Mnangagwa und seit seiner Übernahme des Präsidentenamtes im November 2017 First Lady von Simbabwe.

## Leben
Mnangagawa wuchs auf einer Farm in Chiweshe auf. Nach Abschluss ihrer Ausbildung im Jahr 1981 arbeitete sie für das Ministerium für Arbeit und Entwicklung. 1982 begann sie, sich selbst politisch zu engagieren. Ab 1992 arbeitete sie im Büro des Ministerpräsidenten.
Ab 1997 studierte sie im Fachbereich Umwelt und Tourismus der University of Zimbabwe. Zwei Jahre später ging sie in die Schweiz.
2009 wurde sie Mitglied im Zentralkomitee der ZANU-PF. 2015 wurde sie in das Parlament gewählt. 2018 wurde ihr Wahlkreis Chirumanzu-Zibagwe von Prosper Machando (ebenfalls ZANU-PF) gewonnen, nachdem sich Mnangagwa zurückgezogen hatte.